# Municipio de Cumru
El municipio de Cumru (en inglés: Cumru Township) es un municipio ubicado en el condado de Berks en el estado estadounidense de Pensilvania. En el año 2000 tenía una población de 13.816 habitantes y una densidad poblacional de 257.9 personas por km².

## Geografía
El municipio de Cumru se encuentra ubicado en las coordenadas 40°17′37″N 75°57′16″O / 40.29361, -75.95444.

## Demografía
Según la Oficina del Censo en 2000 los ingresos medios por hogar en la localidad eran de $50,103 y los ingresos medios por familia eran $58,161. Los hombres tenían unos ingresos medios de $42,108 frente a los $27,701 para las mujeres. La renta per cápita para la localidad era de $28,996. Alrededor del 4,4% de la población estaban por debajo del umbral de pobreza.